# 1240-es busz
Az 1240-es jelzésű autóbusz egy országos autóbuszjárat volt, ami Budapestet kötötte össze Sümeggel.
Útvonalhossza 186,6 - 188,7 km volt, menetideje 2 óra 40 perc - 4 óra (160 - 240 perc) volt. Sümeg felé naponta öt, Budapest felé naponta négy járatpár szállította az utasokat. Az egyik Budapest és Ajka közötti járatpár nem közlekedett az utolsó időszakban.
A 2020. augusztus 20-ai menetrend módosításokkal a Volánbusz Zrt. megszüntette az autóbuszvonalat.

## Megállóhelyei
| 1240 (Budapest – Székesfehérvár – Veszprém – Ajka – Sümeg)                                          | 1240 (Budapest – Székesfehérvár – Veszprém – Ajka – Sümeg) | 1240 (Budapest – Székesfehérvár – Veszprém – Ajka – Sümeg) | 1240 (Budapest – Székesfehérvár – Veszprém – Ajka – Sümeg) | 1240 (Budapest – Székesfehérvár – Veszprém – Ajka – Sümeg) | 1240 (Budapest – Székesfehérvár – Veszprém – Ajka – Sümeg) | 1240 (Budapest – Székesfehérvár – Veszprém – Ajka – Sümeg) | 1240 (Budapest – Székesfehérvár – Veszprém – Ajka – Sümeg) | 1240 (Budapest – Székesfehérvár – Veszprém – Ajka – Sümeg) | 1240 (Budapest – Székesfehérvár – Veszprém – Ajka – Sümeg) |
| sz.                                                                                                 | sz.                                                        | sz.                                                        | sz.                                                        | sz.                                                        | Megállóhely                                                | sz.                                                        | sz.                                                        | sz.                                                        | Átszállási kapcsolatok a járat megszűnésekor |
| --------------------------------------------------------------------------------------------------- | ---------------------------------------------------------- | ---------------------------------------------------------- | ---------------------------------------------------------- | ---------------------------------------------------------- | ---------------------------------------------------------- | ---------------------------------------------------------- | ---------------------------------------------------------- | ---------------------------------------------------------- | --- |
| 0                                                                                                   | 0                                                          | 0                                                          | 0                                                          | 0                                                          | Budapest, Népliget autóbusz-pályaudvar végállomás          | 16                                                         | 8                                                          | 6                                                          | 1 254E 901, 914, 914A, 918, 950, 950A 485, 486, 607, 608, 626, 627, 628, 629, 630, 631, 632, 633, 635, 636, 654, 655, 656, 660, 661, 705 1080, 1081, 1085, 1087, 1090, 1092, 1094, 1110, 1111, 1113, 1120, 1121, 1125, 1131, 1134, 1136, 1173, 1174, 1175, 1176, 1177, 1183, 1184, 1185, 1188, 1190, 1193, 1194, 1201, 1202, 1205, 1206, 1212, 1216, 1229, 1230, 1244, 1251, 1253, 1268 |
| A szürke hátterű megállóhelyeken Sümeg felé csak felszállni, Budapest felé csak leszállni lehetett. |                                                            |                                                            |                                                            |                                                            |                                                            |                                                            |                                                            |                                                            | |
| 1                                                                                                   | 1                                                          | 1                                                          | 1                                                          | 1                                                          | Budapest, Petőfi híd, budai hídfő                          | 15                                                         | 7                                                          | 5                                                          | 4, 6 153, 154, 212 918 1173, 1174, 1175, 1176, 1177, 1183, 1184, 1185, 1188, 1190, 1193, 1194, 1201, 1202, 1205, 1206, 1212, 1216, 1229, 1230, 1244, 1251, 1253 |
| 2                                                                                                   | 2                                                          | 2                                                          | 2                                                          | 2                                                          | Budapest, Újbuda-központ                                   | 14                                                         | 6                                                          | 4                                                          | 4, 17, 41, 47, 47B, 48, 56 33, 53, 58, 150, 153, 154, 154B, 212 918, 973 1173, 1174, 1175, 1176, 1177, 1183, 1184, 1185, 1188, 1190, 1193, 1194, 1201, 1202, 1205, 1206, 1212, 1216, 1229, 1230, 1244, 1251, 1253 |
| 3                                                                                                   | 3                                                          | 3                                                          | 3                                                          | 3                                                          | Budapest, Sasadi út                                        | 13                                                         | 5                                                          | 3                                                          | 8E, 40, 40B, 40E, 53, 87, 88, 88A, 108E, 139, 140, 140A, 150, 153, 154, 172, 173, 187, 188, 188E, 240, 272 908, 940, 941, 972, 972B 732, 764 1173, 1174, 1175, 1176, 1177, 1183, 1184, 1185, 1188, 1190, 1193, 1194, 1201, 1202, 1205, 1206, 1212, 1216, 1229, 1230, 1244, 1251, 1253 |
| ∫                                                                                                   | 4                                                          | 4                                                          | 4                                                          | 4                                                          | Székesfehérvár, Zombori út                                 | ∫                                                          | ∫                                                          | ∫                                                          | 17, 22 707, 747, 748, 749, 750, 751, 758, 759 1173, 1174, 1204, 1205, 1243 |
| ∫                                                                                                   | 5                                                          | 5                                                          | 5                                                          | 5                                                          | Székesfehérvár, Király sor                                 | ∫                                                          | ∫                                                          | ∫                                                          | 16, 17, 24, 25, 30, 31, 35 707, 747, 748, 749, 750, 751, 758, 759 1173, 1174, 1204, 1205, 1243 |
| 4                                                                                                   | 6                                                          | 6                                                          | 6                                                          | 6                                                          | Székesfehérvár, autóbusz-állomás                           | 12                                                         | ∫                                                          | ∫                                                          | 10, 11, 11A, 11G, 12, 12A, 12Y, 13, 13A, 13G, 13Y, 14, 14G, 15, 15Y, 26, 26A, 26G, 27, 36, 37, 38, 40, 41, 42, 43, 44 707, 718, 747, 748, 749, 750, 751, 758, 759 1173, 1174, 1190, 1202, 1204, 1205, 1206, 1212, 1216, 1229, 1243, 1507, 1510, 1529, 1563, 1628, 1703, 1706, 1707, 1803, 1808, 1809, 1822, 1823, 1824, 1826, 1841, 1842, 1843, 1844, 1845, 1853 5552, 7315, 8000, 8001, 8010, 8011, 8013, 8030, 8032, 8033, 8034, 8035, 8037, 8039, 8040, 8046, 8047, 8048, 8049, 8050, 8055, 8060, 8062, 8065, 8066, 8067, 8068, 8069, 8070, 8078, 8086, 8090, 8092, 8093, 8095, 8096, 8097, 8099, 8624                                                        |
| ∫                                                                                                   | ∫                                                          | ∫                                                          | ∫                                                          | 7                                                          | Csór, Magyar utca                                          | ∫                                                          | ∫                                                          | ∫                                                          | 1205, 1212, 1229, 1230, 1243, 1529, 1808, 1823, 1853 7313 |
| ∫                                                                                                   | ∫                                                          | 7                                                          | ∫                                                          | ∫                                                          | Várpalota, Alumíniumkohó bejárati út                       | ∫                                                          | ∫                                                          | ∫                                                          | 1205, 1212, 1229, 1230, 1243, 1529, 1808, 1823, 1853 7521 |
| ∫                                                                                                   | ∫                                                          | ∫                                                          | ∫                                                          | 8                                                          | Várpalota, Széchenyi utca                                  | ∫                                                          | ∫                                                          | ∫                                                          | 1205, 1212, 1230, 1229, 1243, 1853 7521 |
| ∫                                                                                                   | 7                                                          | 8                                                          | 7                                                          | 9                                                          | Várpalota, autóbusz-állomás                                | 11                                                         | ∫                                                          | ∫                                                          | 1, 1Y, 10, 10A, 11, 11Y 1205, 1206, 1212, 1229, 1230, 1243, 1529, 1626, 1628, 1808, 1823, 1853 7311, 7312, 7313, 7314, 7315, 7317, 7501, 7515, 7521, 7528, 7530, 7531, 7533, 7534, 7538, 7943 |
| ∫                                                                                                   | ∫                                                          | ∫                                                          | 8                                                          | 10                                                         | Öskü, autóbusz-váróterem                                   | 10                                                         | ∫                                                          | ∫                                                          | 1205, 1212, 1229, 1230, 1243, 1529, 1808, 1823, 1853 7309, 7311, 7312, 7313, 7314, 7315, 7943 |
| 5                                                                                                   | 8                                                          | 9                                                          | 9                                                          | 11                                                         | Veszprém, autóbusz-állomás                                 | 9                                                          | 4                                                          | 2                                                          | 1, 2, 3, 4, 4A, 7, 7A, 10, 12, 12A, 13, 22, 23, 24E, 47, 47A 1202, 1205, 1206, 1212, 1216, 1229, 1230, 1243, 1244, 1510, 1529, 1564, 1592, 1593, 1625, 1628, 1629, 1708, 1720, 1722, 1723, 1728, 1731, 1732, 1733, 1735, 1736, 1737, 1738, 1739, 1740, 1742, 1784, 1808, 1823, 1846, 1853 5449, 7300, 7301, 7302, 7303, 7304, 7305, 7306, 7307, 7309, 7311, 7312, 7313, 7314, 7315, 7316, 7317, 7318, 7319, 7320, 7321, 7322, 7323, 7324, 7325, 7326, 7332, 7333, 7335, 7341, 7342, 7345, 7348, 7350, 7352, 7353, 7355, 7356, 7357, 7358, 7360, 7361, 7363, 7364, 7366, 7367, 7369, 7370, 7376, 7380, 7381, 7386, 7387, 7389, 7391, 7396, 7397, 7804, 7941, 7943 |
| ∫                                                                                                   | 9                                                          | 10                                                         | 10                                                         | 12                                                         | Herend, autóbusz-váróterem                                 | 8                                                          | 3                                                          | 1                                                          | 1229, 1230, 1243, 1510, 1564, 1720, 1722, 1723, 1737, 1739, 1784 7312, 7380, 7382, 7383, 7386, 7387, 7388, 7389, 7396, 7397, 7804, 7941, 7943 |
| ∫                                                                                                   | ∫                                                          | 11                                                         | ∫                                                          | ∫                                                          | Városlőd, völgyhíd                                         | ∫                                                          | ∫                                                          | ∫                                                          | 1230, 1243 7396, 7397, 7804 |
| ∫                                                                                                   | ∫                                                          | 12                                                         | 11                                                         | ∫                                                          | Kislőd, bejárati út                                        | ∫                                                          | ∫                                                          | ∫                                                          | 1230, 1243 7396, 7397, 7802, 7803, 7804 |
| ∫                                                                                                   | ∫                                                          | 13                                                         | 12                                                         | 13                                                         | Ajka, noszlopi elágazás                                    | 7                                                          | 2                                                          | ∫                                                          | 1230, 1243, 1627, 1711 7389, 7396, 7397, 7801, 7802, 7803, 7804, 7805, 7806, 7807, 7808, 7809, 7811, 7843, 7932 |
| ∫                                                                                                   | ∫                                                          | 14                                                         | ∫                                                          | ∫                                                          | Ajka, lakótelep bejárati út                                | ∫                                                          | ∫                                                          | ∫                                                          | 4 1230, 1243, 1711 7389, 7396, 7397, 7801, 7802, 7803, 7804, 7805, 7806, 7807, 7808, 7809, 7811, 7843, 7932 |
| 6                                                                                                   | 10                                                         | 15                                                         | 13                                                         | 14                                                         | Ajka, autóbusz-állomás végállomás                          | 6                                                          | 1                                                          | 0                                                          | 4, 12, 14 1230, 1243, 1569, 1627, 1711, 1737, 1784, 1786 7312, 7376, 7386, 7387, 7388, 7389, 7396, 7397, 7674, 7801, 7802, 7803, 7804, 7805, 7807, 7808, 7809, 7810, 7811, 7812, 7820, 7830, 7832, 7834, 7836, 7840, 7842, 7843, 7844, 7846, 7847, 7852, 7853, 7932 |
| ∫                                                                                                   |                                                            | 16                                                         | ∫                                                          | ∫                                                          | Ajka, Május 1. tér                                         | ∫                                                          | ∫                                                          |                                                            | 4, 12 1230, 1243, 1786 7397, 7810, 7812, 7840, 7842, 7844, 7846, 7847, 7852, 7853 |
| 7                                                                                                   |                                                            | 17                                                         | 14                                                         | 15                                                         | Kolontár, autóbusz-váróterem                               | ∫                                                          | ∫                                                          |                                                            | 1230, 1243, 1786 7397, 7810, 7812, 7840, 7842, 7844, 7846, 7847, 7852, 7853 |
| 8                                                                                                   |                                                            | 18                                                         | 15                                                         | 16                                                         | Devecser, autóbusz-állomás végállomás                      | 5                                                          | 0                                                          |                                                            | 1230, 1243, 1623, 1639, 1710, 1712, 1713, 1786, 1793, 1794 7397, 7700, 7701, 7805, 7806, 7807, 7808, 7810, 7811, 7812, 7840, 7842, 7847, 7852, 7853, 7929, 7934, 7936, 7942 |
| ∫                                                                                                   |                                                            | 19                                                         | ∫                                                          |                                                            | Meggyeserdő, bejárati út                                   | ∫                                                          |                                                            |                                                            | 1230, 1710, 1712, 1713, 1786, 1793, 1794 7397, 7811, 7842, 7844, 7936 |
| ∫                                                                                                   |                                                            | 20                                                         | ∫                                                          |                                                            | Nemeshany, Petőfi utca 204.                                | ∫                                                          |                                                            |                                                            | 1230, 1710, 1713, 1793 7397, 7811, 7842, 7844, 7936 |
| 9                                                                                                   |                                                            | 21                                                         | 16                                                         |                                                            | Nemeshany, autóbusz-váróterem                              | 4                                                          |                                                            |                                                            | 1230, 1710, 1712, 1713, 1786, 1793, 1794 7397, 7811, 7842, 7844, 7936 |
| 10                                                                                                  |                                                            | 22                                                         | 17                                                         |                                                            | Káptalanfa, autóbusz-váróterem                             | 3                                                          |                                                            |                                                            | 1230, 1710, 1712, 1713, 1786, 1793, 1794 7397, 7811, 7842, 7844, 7936 |
| 11                                                                                                  |                                                            | 23                                                         | 18                                                         |                                                            | Gyepükaján, autóbusz-váróterem                             | 2                                                          |                                                            |                                                            | 1230, 1710, 1712, 1713, 1786, 1793, 1794 7397, 7811, 7842, 7844, 7936 |
| ∫                                                                                                   |                                                            | 24                                                         | ∫                                                          |                                                            | Szentimrefalvai elágazás                                   | ∫                                                          |                                                            |                                                            | 1230, 1793 7397, 7751, 7752, 7753, 7754, 7811, 7842, 7844, 7936 |
| ∫                                                                                                   |                                                            | 25                                                         | ∫                                                          |                                                            | Csabrendek, Újrendek                                       | ∫                                                          |                                                            |                                                            | 1230, 1793 7397, 7751, 7752, 7753, 7754, 7811, 7842, 7844, 7936 |
| 12                                                                                                  |                                                            | 26                                                         | 19                                                         |                                                            | Csabrendek, gyógyszertár                                   | 1                                                          |                                                            |                                                            | 1230, 1710, 1712, 1713, 1786, 1793, 1794 7397, 7751, 7752, 7753, 7754, 7811, 7841, 7842, 7844, 7936 |
| ∫                                                                                                   |                                                            | 27                                                         | ∫                                                          |                                                            | Sümeg, Rendeki utca                                        | ∫                                                          |                                                            |                                                            | 1230, 1664, 1710, 1713, 1727 7397, 7751, 7752, 7753, 7754, 7781, 7782, 7811, 7841, 7842, 7936 |
| 13                                                                                                  |                                                            | 28                                                         | 20                                                         |                                                            | Sümeg, autóbusz-állomás végállomás                         | 0                                                          |                                                            |                                                            | 1212, 1216, 1230, 1621, 1639, 1664, 1673, 1710, 1712, 1713, 1724, 1725, 1727, 1737, 1738, 1786, 1793, 1794 6296, 6391, 6395, 7312, 7356, 7387, 7397, 7722, 7736, 7751, 7752, 7753, 7754, 7755, 7757, 7759, 7770, 7771, 7773, 7781, 7811, 7841, 7842, 7936 |